# Maggie Q
Margaret Denise Quigley (Honolulu, 22 de maio de 1979), conhecida profissionalmente como Maggie Q, é uma atriz, ativista dos direitos dos animais e ex-modelo. Ficou mais conhecida após fazer a personagem principal na série de televisão Nikita da CW, que foi ao ar de 2010 a 2013. Atualmente, foi escalada para o papel de Hannah, uma agente do FBI na nova série Designated Survivors. Maggie Q também faz parte do elenco do filme The Brits Are Coming e participou dos filmes Divergente, Insurgente e Convergente com o papel de Tori Wu, e interpretou Beth Davis (Michelle Weber) na série Stalker.

## Biografia
Nasceu e foi criada em Honolulu, no Havaí. Seu pai é de ascendência irlandesa e polonesa e sua mãe é uma imigrante vietnamita. Seus pais se conheceram enquanto seu pai estava no Vietnã durante a guerra. Q cresceu com quatro irmãos.

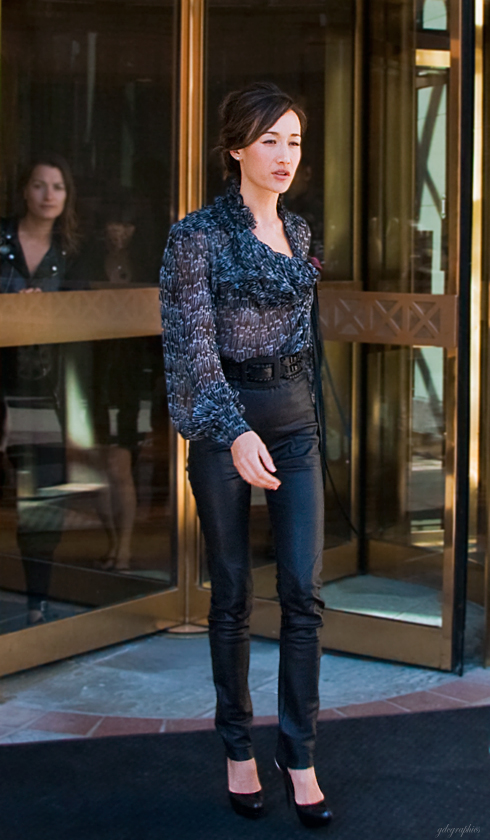

## Carreira
Por sugestão de um amigo, Q começou a modelar em Tóquio, aos 17 anos, antes de fazer uma mudança mal sucedida à Taipei, e finalmente, tentando em Hong Kong. Foi garota propaganda da marca de cosméticos Shiseido. Chegou rapidamente ao status de top model em várias partes da Ásia e já apareceu em mais de 100 capas de revistas, incluindo várias edições asiáticas como Time, Harper's Bazaar, Cosmopolitan, Elle, etc. Mas foi em Hong Kong que ela foi selecionada por Jackie Chan, que viu nela uma potencial estrela de filmes de ação. O treinamento intensivo dele a ensinou sobre a importância do profissionalismo e de sempre fazer suas próprias acrobacias. Q disse mais tarde: "Quando eu comecei, eu nunca havia feito nem um dia de artes marciais em toda a minha vida. Eu não conseguia nem tocar os meus dedões." Em 1998, começou sua carreira atuando no drama de televisão House of the Dragon, que foi um enorme sucesso na Ásia. Em 2000, Q fez sua estréia no cinema como Anna no filme Gui ming mo (Também conhecido como Model from hell) e foi ao estrelato como uma agente do FBI, Janni Quigley no thriller de ação Gen-Y Cops - A Nova Geração. 
Impressinou tanto Jackie Chan em Gen-Y Cops que foi escalada para atuar em  Crime Por Engano e A Hora do Rush 2. Em 2002, ela estrelou como uma artista marcial assassina no filme de ação Fatal. Em 2005, atuou na série alemã House of Harmony, como a antagonista de Fann Wong. No mesmo ano, ela co-produziu o documentário Terráqueos narrado por Joaquin Phoenix. Em 2006, ela estrelou ao lado de Tom Cruise em Missão Impossível III, como Zhen, o único membro feminino da equipe do IMF. Em 2007, apareceu como Mail Lihn no filme de Bruce Willis, Live Free or Die Hard, o quarto filme da série Duro de Matar e como Maggie em Bolas em Pânico. Em 2008, Q atuou com Cao Ying, uma neta do senhor da guerra Cao Cao em Três Reinos: Ressurreição do Dragão. Neste mesmo ano, ela também apareceu no drama/thriller Deception, filme estrelado por Ewan McGregor e Hugh Jackman, como Tina, uma banqueira de investimentos que, introduziu o personagem de Jackson com uma lista anônima exclusiva dos clubes de sexo. Q também estrelou no jogo de vídeo game, Need for Speed, Need for Speed: Undercover, como a protagonista sedutora, Chase Linh, agente federal, que é o único contato para a polícia de Tri-City. Em 2010, ela se tornou personagem principal da nova série da The CW Television Network, Nikita, um remake de La Femme Nikita.

## Vida pessoal
Q tem sido vegetariana durante muitos anos seu tipo de comida predileto é  vietnamita, e foi destaque em dois anúncios quase nua para PETA. Ela também foi responsável pela eliminação de todas as roupas feitas de peles de animais do guarda-roupa no set de Três Reinos: Ressurreição do Dragão. Em 2008, Q foi nomeada pela PETA a "Pessoa do ano". Ela tem três tatuagens, uma de uma ave fênix em seu quadril, que ela teve que esconder para a maioria de seus papéis, exceto Nikita.Q perdeu cerca de 30% de audição em um dos ouvidos, ao gravar uma cena de explosão. Ela vive em Los Angeles, com seus 7 cães. Q atualmente está noiva de Dylan McDermott (Jack), seu companheiro em Stalker. 

## Filmografia

### Cinema
| Ano  | Título                                     | Título em português                                                                    | Papel                 | Notas                           |
| ---- | ------------------------------------------ | -------------------------------------------------------------------------------------- | --------------------- | ------------------------------- |
| 2000 | Gui Ming Mo                                |                                                                                        | Anna                  | Título nos EUA: Model from Hell |
| 2000 | Gen-Y Cops                                 | br: Gen-Y Cops - A Nova Geração                                                        | Jane Quigley          |                                 |
| 2001 | Manhattan Midnight                         | Crime Por Engano                                                                       | Susan & Hope (gêmeas) |                                 |
| 2001 | Rush Hour 2                                | br: A hora do Hush 2 pt: Hora de Ponta 2                                               | Menina no carro       |                                 |
| 2002 | Naked Weapon                               | Fatal                                                                                  | Charlene Ching        |                                 |
| 2003 | The Trouble-Makers                         |                                                                                        | Clary                 |                                 |
| 2004 | Rice Rhapsody                              |                                                                                        | Gigi                  |                                 |
| 2004 | Around the World in 80 Days                | br: Volta ao Mundo em 80 Dias - Uma Aposta Muito Louca pt: A Volta ao Mundo em 80 Dias | Uma agente            |                                 |
| 2004 | Magic Kitchen                              |                                                                                        | May                   |                                 |
| 2005 | House of Harmony                           |                                                                                        | Harmony               |                                 |
| 2005 | Dragon Squad                               |                                                                                        | Yuet                  |                                 |
| 2005 | Taped                                      |                                                                                        | Maggie                |                                 |
| 2006 | Mission Impossible III                     | Missão Impossível III                                                                  | Zhen Lei              |                                 |
| 2006 | The Counting House                         |                                                                                        | Jade                  |                                 |
| 2007 | Live Free or Die Hard                      | br: Duro de Matar 4.0 pt: Die Hard 4.0 - Viver ou Morrer                               | Mai Linh              |                                 |
| 2007 | Balls of Fury                              | Bolas em pânico                                                                        | Maggie Wong           |                                 |
| 2007 | The Counting House                         |                                                                                        | Jade                  |                                 |
| 2008 | Three Kingdoms: Resurrection of the Dragon | Três Reinos: Ressurreição do Dragão                                                    | Cao Ying              |                                 |
| 2008 | Deception                                  | br: A Lista - Você Está Livre Hoje? pt: No Limite da Ilusão                            | Tina                  |                                 |
| 2008 | Need for Speed: Undercover                 | Need for Speed: Undercover                                                             | Chase Linh            | Video game                      |
| 2009 | The Warrior and the Wolf                   | O Guerreiro e o Lobo                                                                   | Harran Woman          |                                 |
| 2009 | New York, I Love You                       | br: Nova York,Eu Te Amo pt: Nova Iorque, Eu Te Amo                                     | Janice Taylor         |                                 |
| 2009 | Operation: Endgame                         | Operation: Endgame                                                                     | High Priestess        |                                 |
| 2010 | The King of Fighters                       | The King of Fighters                                                                   | Mai Shiranui          |                                 |
| 2011 | Padre                                      | Padre                                                                                  | Sacerdote             |                                 |
| 2014 | Divergent                                  | Divergente (filme)                                                                     | Tori Wu               |                                 |
| 2015 | The Divergent Series: Insurgent            | A Série Divergente: Insurgente                                                         | Tori Wu               |                                 |
| 2016 | The Divergent Series: Allegiant - Part 1   | A Série Divergente: Convergente                                                        | Tori Wu               |                                 |
| 2016 | The Brits Are Coming                       |                                                                                        | Irina                 |                                 |
| 2017 | Slumber                                    |                                                                                        | Alice Arnolds         |                                 |
| 2019 | Fantasy Island                             | A Ilha da Fantasia                                                                     | Gwen Olsen            |                                 |
| 2021 | The Protégé                                | A Profissional                                                                         | Anna Dutton           |                                 |

### Televisão
| Ano       | Título              | Papel                       |
| --------- | ------------------- | --------------------------- |
| 1998      | House of Dragon     | Devine                      |
| 2005      | Terráqueos          | Co-produtora                |
| 2010-2013 | Nikita              | Nikita Mears                |
| 2014-2015 | Stalker             | Beth Davis / MIchelle Weber |
| 2016      | Designated Survivor | Hannah Wells                |